# Marquard de Randelle
Marquard von Randeck (né en août 1296, mort le 3 janvier 1381 à Faedis) est le 46e évêque d'Augsbourg de 1348 à 1365 puis patriarche d'Aquilée de 1365 jusqu'à sa mort. Il fut également diplomate impérial.

## Famille
Marquard vient de la famille souabe des nobles seigneurs de Randeck (de). Le quartier général est le château de Randeck (de). Marquard von Randeck apparaît également dans les orthographes Markwart et von Randegg.
Fils de Henri de Randeck, il est éduqué par son oncle paternel Conrad, chanoine et gardien de la ville d'Augsbourg.

## Biographie
Marquard apparaît pour la première fois comme prévôt et électeur à Bamberg. Il fait partie des compagnons de Charles IV lors de son voyage pour la rencontre du pape Clément VI à Avignon. Quand Henri III de Schönegg abandonne ses fonctions, Marquard reprend l'évêché d'Augsbourg contre une grosse pension en faveur de son prédécesseur. En 1354, il accompagne le futur empereur lors de son premier voyage à Rome en mission diplomatique ; sa signature suit immédiatement celle de l'empereur.
Lorsqu'un soulèvement d'opposition contre l'empereur éclate à Pise le 21 mai 1355, Marquard est en armes et contribue à la répression en tant que chef d'un détachement militaire. On dit qu'il subit trois blessures sans conséquences. Il est ensuite nommé gouverneur royal de Pise et devient également chargé de percevoir les indemnités et de statuer sur les insurgés. En tant que capitaine général en Italie, il reçoit de vastes pouvoirs administratifs, judiciaires et militaires. Pour le diocèse d'Augsbourg, l'absence de l'évêque signifie une libération totale des biens hypothéqués et de nombreuses nouvelles acquisitions[réf. souhaitée].
En 1365, le patriarcat d'Aquilée est vacant. L'empereur tente de le faire nommer archevêque de Salzbourg. Le pape Urbain V lui préfère le candidat des Habsbourg. Le 23 août 1365, Marquard devient au rang de patriarche d'Aquilée par la faveur de l'empereur auprès du pape[réf. souhaitée].
Le 7 juin 1366, le patriarche Marquard entre dans la ville de Cividale del Friuli, siège du patriarcat, par la porte de San Pietro, accueilli avec de grands honneurs par toute la population de la ville. Dans la cathédrale, en signe du pouvoir temporel, on place une épée dégainée, que le patriarche met dans un fourreau blanc ; cet événement est encore rappelé aujourd'hui, le 6 janvier de chaque année, dans la messe du Spadone.
Marquard reçoit un État avec de nombreuses rébellions, comme celles de Gualtiero Bertoldo IV de Spilimbergo et des seigneurs de Duino, et en guerre avec Albert III et Léopold III d'Autriche. Marquard récupère toutes les terres perdues et force ses ennemis, y compris le comté de Goritz, à la paix. Il se consacre alors à la guerre traditionnelle contre la république de Venise, dans une alliance avec Louis Ier de Hongrie, la république de Gênes, les ducs d'Autriche, les comtes de Gorizia et Francesco da Carrara, seigneur de Padoue. Les Vénitiens assiègent Trieste : Léopold III arrive avec 10 000 hommes, appuyés par un contingent génois, mais ils sont écrasés le 5 septembre 1369 et la ville se rend. Les Autrichiens quittent l'alliance et les membres restants sont de nouveau vaincus sur le Piave (1372) et près de Trévise (1373) par le doge vénitien Andrea Contarini, qui avait même engagé des mercenaires turcs. Les deux parties signent un traité de paix le 12 septembre 1373[réf. souhaitée].
Pendant la guerre de Chioggia, le patriarche profite des difficultés initiales des Vénitiens pour envahir l'Istrie, capturant Koper et Pula. Après une série de changements de possessions, Trieste est confirmée au patriarcat lors du Traité de Turin de 1381, bien que certains territoires d'Istrie soient restitués à Venise[réf. souhaitée].
Le Code des lois du Frioul qu'il écrit sous le titre Marquardi Patriarchae Aquilejensis - Constitutiones patriae Forojuliensis devient important. Il restaure la basilique patriarcale d'Aquilée, gravement endommagée par le tremblement de terre de 1348. En 1369, l'empereur l'envoie à Pise et à Lucques. Les deux villes avaient volontairement accepté une occupation afin de se défendre contre les Florentins.